# Dwór Artusa w Gdańsku
Dwór Artusa (niem. Artushof, kaszb. Gôłdu) – gmach usytuowany w centrum Gdańska, przy Długim Targu 44, dawniej miejsce spotkań kupców, ośrodek życia towarzyskiego, później giełda, obecnie oddział Muzeum Gdańska. Pełni rolę obiektu recepcyjnego miasta.

## Historia
Nazwa została zaczerpnięta ze średniowiecznej legendy o królu Arturze, symbolu rycerskości i odwagi. Najpierw w Anglii, a potem również w innych krajach germańskich, nazywano jego imieniem domy spotkań patrycjatu miejskiego. W Polsce dwory Artusa zakładane i odwiedzane były przez przedstawicieli warstwy mieszczańskiej. Był siedzibą kilku bractw, których nazwy wywodziły się od ław. Wśród nich były ławy: św. Rajnolda, św. Jerzego, Malborska, Trzech Króli oraz Ławników. Bractwa gromadziły elitę Gdańska – przedstawicieli patrycjatu i bogatego mieszczaństwa, dla rzemieślników, kramarzy oraz wszystkich trudniących się pracą najemną wstęp był surowo zakazany. Bogaci kupcy oraz goście zagraniczni gromadzili się tu wieczorami, wnosząc z góry opłatę za wypijane trunki (w XVII w. w wysokości 3 szylingów). Początkowo, przynajmniej teoretycznie, omawianie interesów na terenie Dworu było zakazane, do tego celu służył plac przed budynkiem. Wieczory we Dworze urozmaicane były różnymi występami – muzyków, śpiewaków, linoskoczków, kuglarzy. Mimo oficjalnego zakazu, goście często spędzali czas na hazardzie, grze w kości i karty, bardzo popularne były też różnorodne zakłady. Mimo że na co dzień podawano tam jedynie trunki, uzupełniane niewielkimi zakąskami, to co jakiś czas wyprawiano wspaniałe uczty, trwające nawet po kilka dni. Zwłaszcza pod koniec XVII w. uczty wyprawiane z coraz większym przepychem, zaczęły się przeradzać w całonocne pijatyki. Pojawiało się coraz więcej skarg na rozluźnienie obyczajów panujące we dworze.
Jednak nie tylko spotkania towarzyskie odbywały się we Dworze. W XVII w. pojawili się tu księgarze, prezentujący książki drukowane w Gdańsku, oraz stoiska malarzy – nie zostali oni objęci zakazem wstępu dla innych handlarzy.
Nazwa budynku "curia regis Artus" (dwór króla Artusa), wzniesionego w Gdańsku w latach 1348-1350, pojawiła się pierwszy raz w 1357 w miejskim zapisie o czynszu gruntowym z 1350.
Kolejny budynek wzniesiono być może w 1379, który spłonął w 1476. Na jego ślady natrafiono prawdopodobnie podczas badań archeologicznych w 1991.
Czasy rozkwitu dworu przypadają na wiek XVI i XVII. Odbudowano go kilka lat po pożarze, w 1552 otrzymał nową fasadę, raz jeszcze przekształconą w 1617 przez Abrahama van den Blocke. Budynek ozdobiono wspaniałymi posągami starożytnych bohaterów (Scypion Afrykański, Temistokles, Kamillus, Juda Machabeusz) powyżej alegoriami siły i sprawiedliwości, a na szczycie posągiem Fortuny. Po obu stronach portalu umieszczono medaliony z popiersiami Zygmunta III Wazy oraz jego syna, wtedy jeszcze królewicza Władysława.
Znajdujące się przed wejściem posągi lwów zostały przeniesione w 1883 z rozebranej Bramy św. Jakuba. Usunięto wówczas żeliwną balustradę z lat 40. XIX w., zastępując ją kamiennymi płytami z XVIII w.
Dwór Artusa został uszkodzony w 1945 podczas działań bojowych prowadzonych przez Armię Czerwoną, Wehrmacht i wojska polskie. Spora część wyposażenia została zrekonstruowana w znacznej mierze z elementów ewakuowanych z miasta przed nadejściem frontu. 28 marca 1945 dwóch polskich czołgistów, ppor. Bronisław Wilczewski i chorąży Zbigniew Michel, wspięło się na dach Dworu Artusa, zerwało z masztu flagę hitlerowską i powiesiło flagę polską. 
W 1965 na ścianie frontowej dworu powieszona została tablica upamiętniająca 20. rocznicę zatknięcia polskiej flagi na Dworze Artusa przez żołnierzy 1 Polskiej Brygady Pancernej im. Bohaterów Westerplatte jako symbol powrotu Gdańska do Polski.

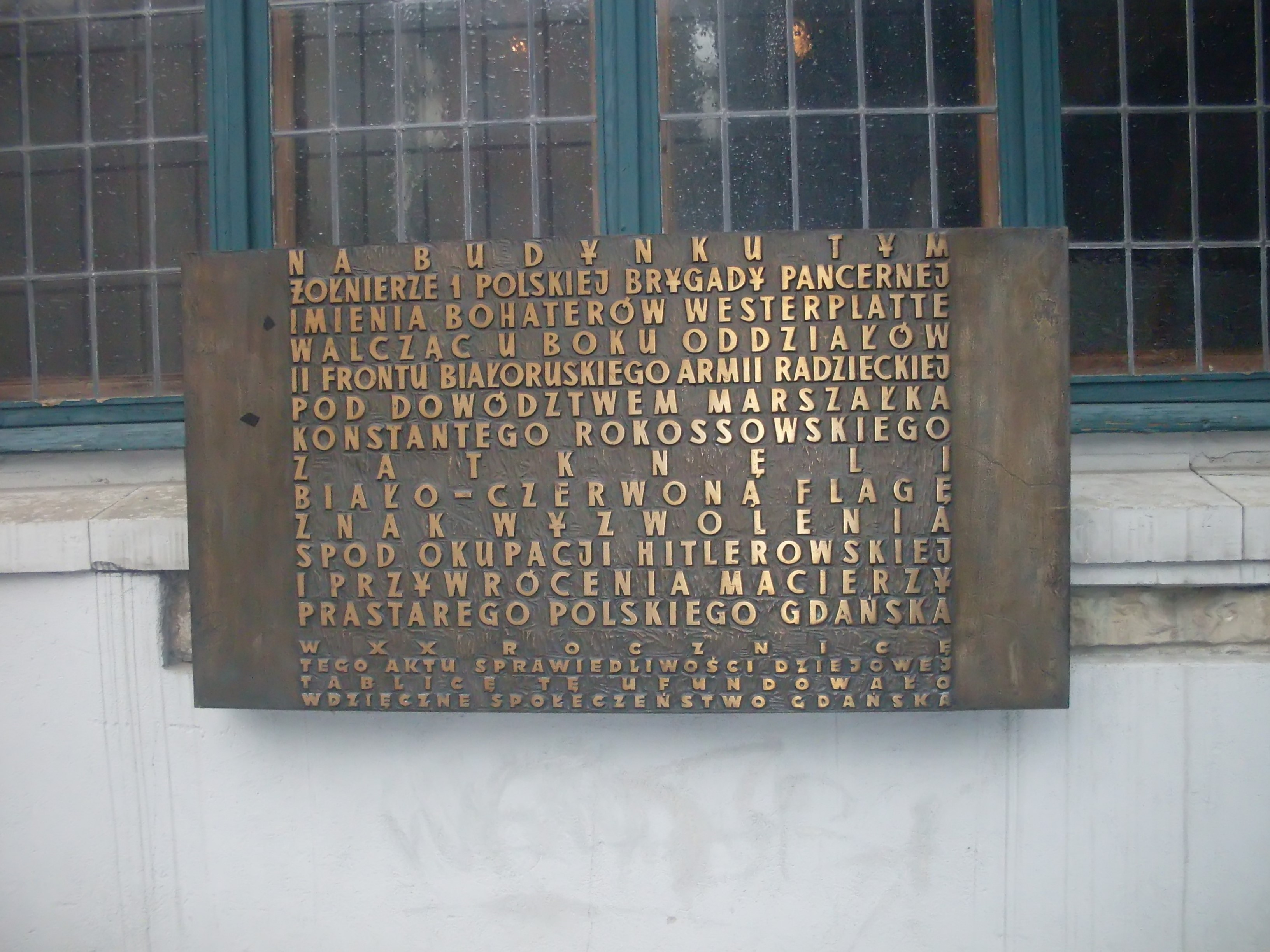
Tablica z 1965 r. upamiętniająca 20. rocznicę powrotu Gdańska do Polski

24 lutego 1967 budynek został wpisany do rejestru zabytków.
Od 1989 roku w budynku rozpoczął działalność oddział Muzeum Historycznego Miasta Gdańska, a wnętrze dworu udostępniono zwiedzającym.
W 1997 roku podczas jubileuszu tysiąclecia Gdańska miało miejsce otwarcie odrestaurowanego zabytku.

## Wnętrze dworu
Wnętrze składa się z jednej bardzo obszernej sali w stylu gotyckim. Od 1531 prowadzono tu intensywne roboty zdobnicze, pokrywając ściany pięknymi boazeriami i fryzami o tematyce mitologicznej i historycznej. Wrażenie przepychu uzupełniały bogato zdobione meble oraz liczne obrazy. Najsłynniejsze z nich to m.in. dzieła anonimowych artystów z końca XV w. – Oblężenie Malborka i Okręt Kościoła, Orfeusz wśród zwierząt Hansa Vredemana de Vries z 1596 oraz Sąd Ostateczny Antona Möllera. Ten ostatni obraz wywołał liczne kontrowersje, gdyż artysta posłużył się scenerią Gdańska oraz uwiecznił podobno współczesne sobie osobistości jako postacie alegoryczne, takie jak Pycha czy Niewiara. Salę upiększały nie tylko obrazy, ale i rzeźby, gobeliny, modele okrętów, zbroje, tarcze herbowe, klatka z egzotycznymi ptakami. Najstarszym elementem wyposażenia jest rzeźba świętego Jerzego zabijającego smoka (1481–1487). Ozdobą, która także przyciągała uwagę, jest jedenastometrowy piec o masie 13 ton, dzieło Georga Stelznera, wymurowany w latach 1545–1546. Wyłożony jest 520 kaflami, przedstawiającymi portrety najwybitniejszych władców europejskich, tak protestanckich – zwolenników Związku szmalkaldzkiego, jak i katolickich, wśród których są portrety Izabeli Portugalskiej i Karola V.
Dwór Artusa pomyślany był jako ekskluzywne miejsce spotkań towarzyskich elity gdańskiej. Dopiero w 1742, na prośbę gdańskich firm kupieckich, rada zgodziła się na projekt przemianowania Dworu na giełdę i miasto utraciło swoją najsławniejszą gospodę.

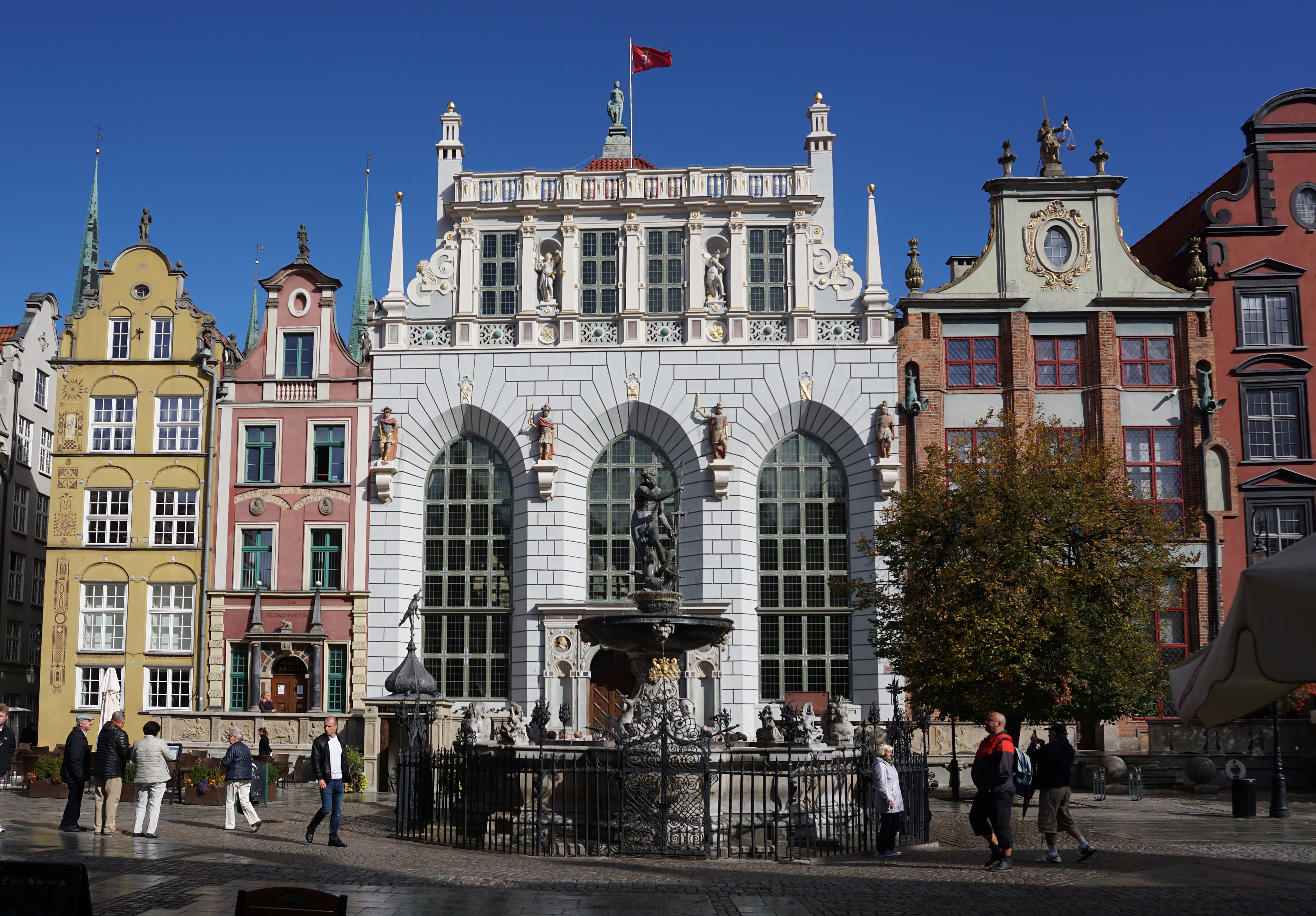
Fasada dworu Artusa (przed nią Fontanna Neptuna, po lewej Stary Dom Ławy, po prawej Nowy Dom Ławy)
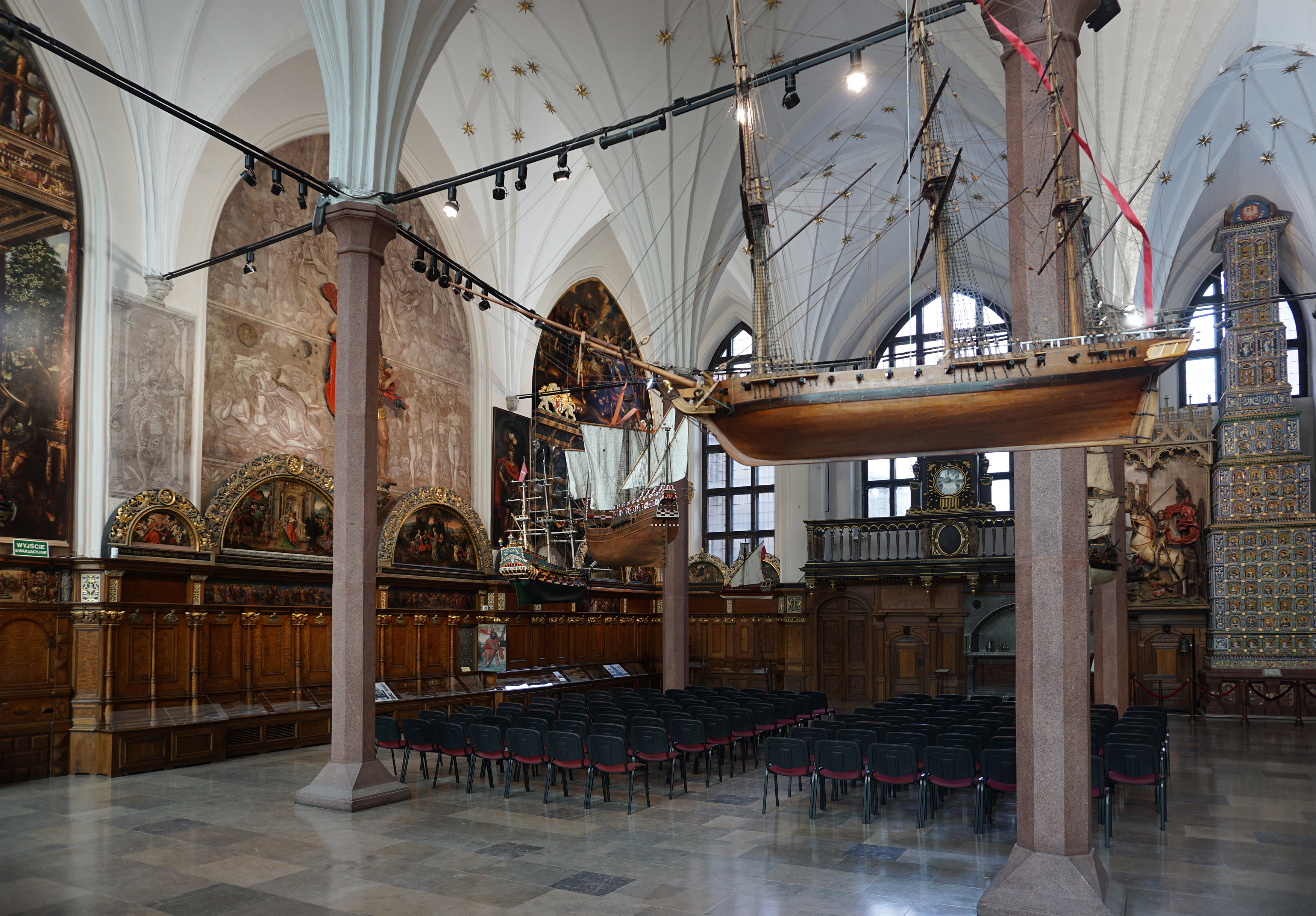
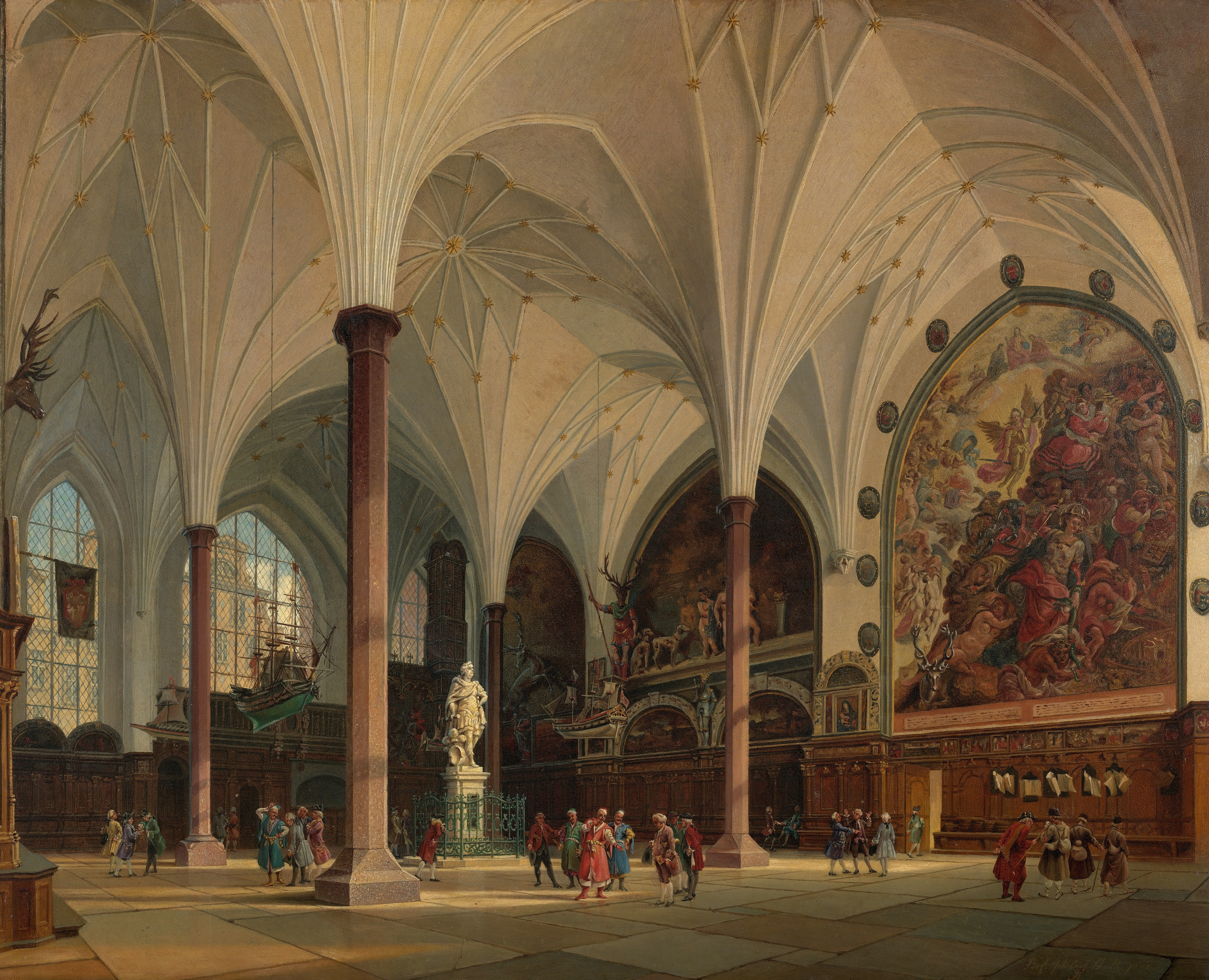
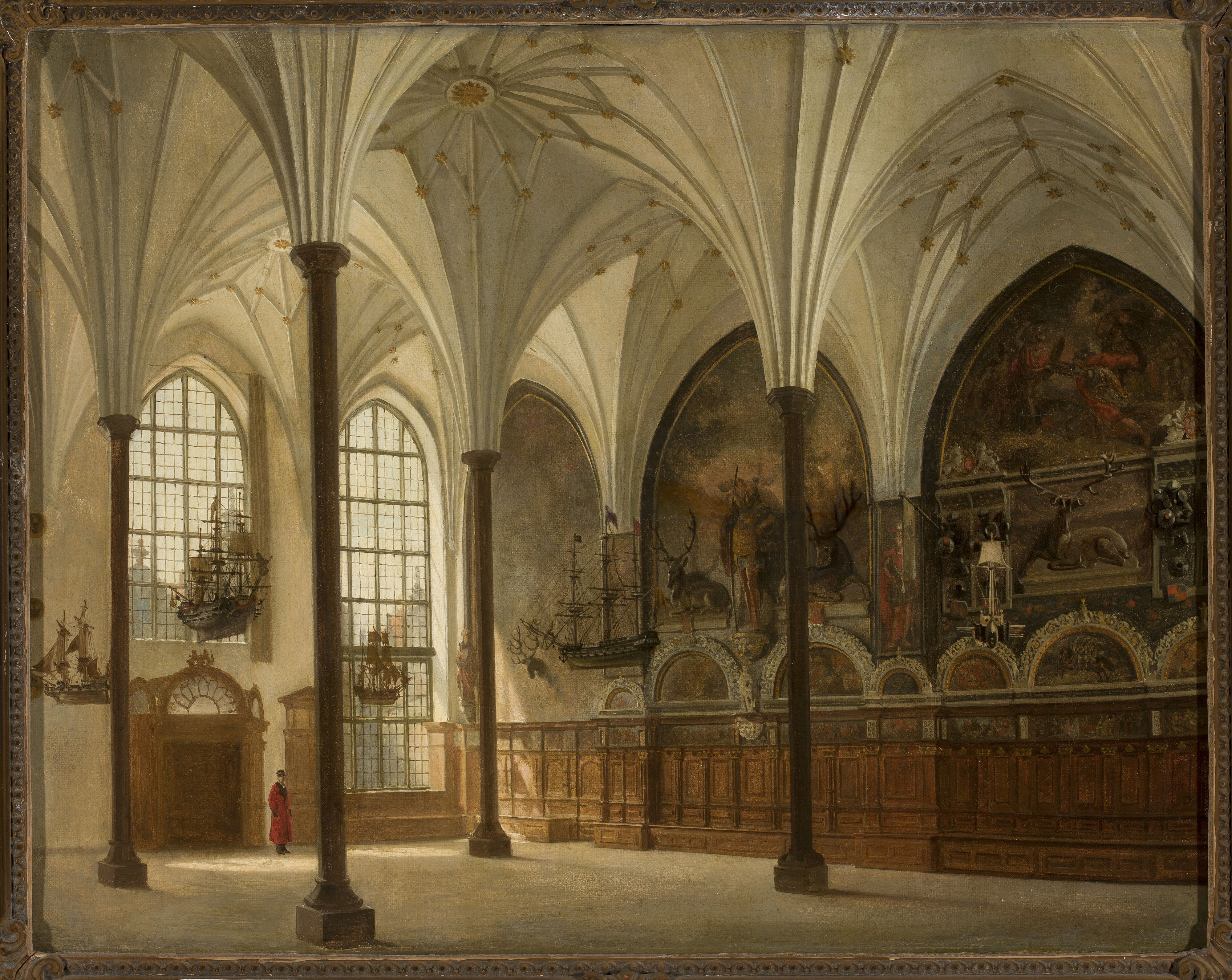
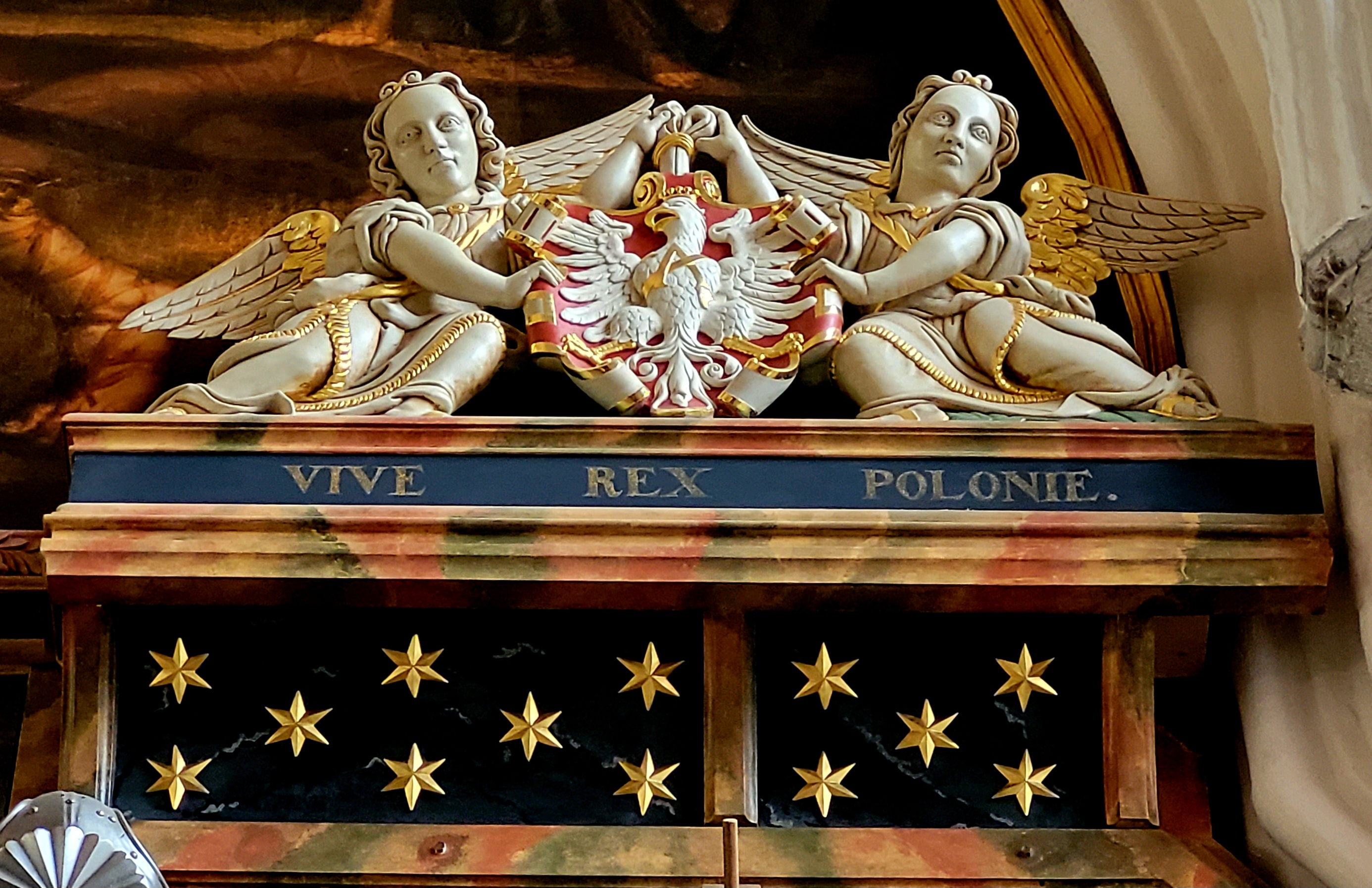
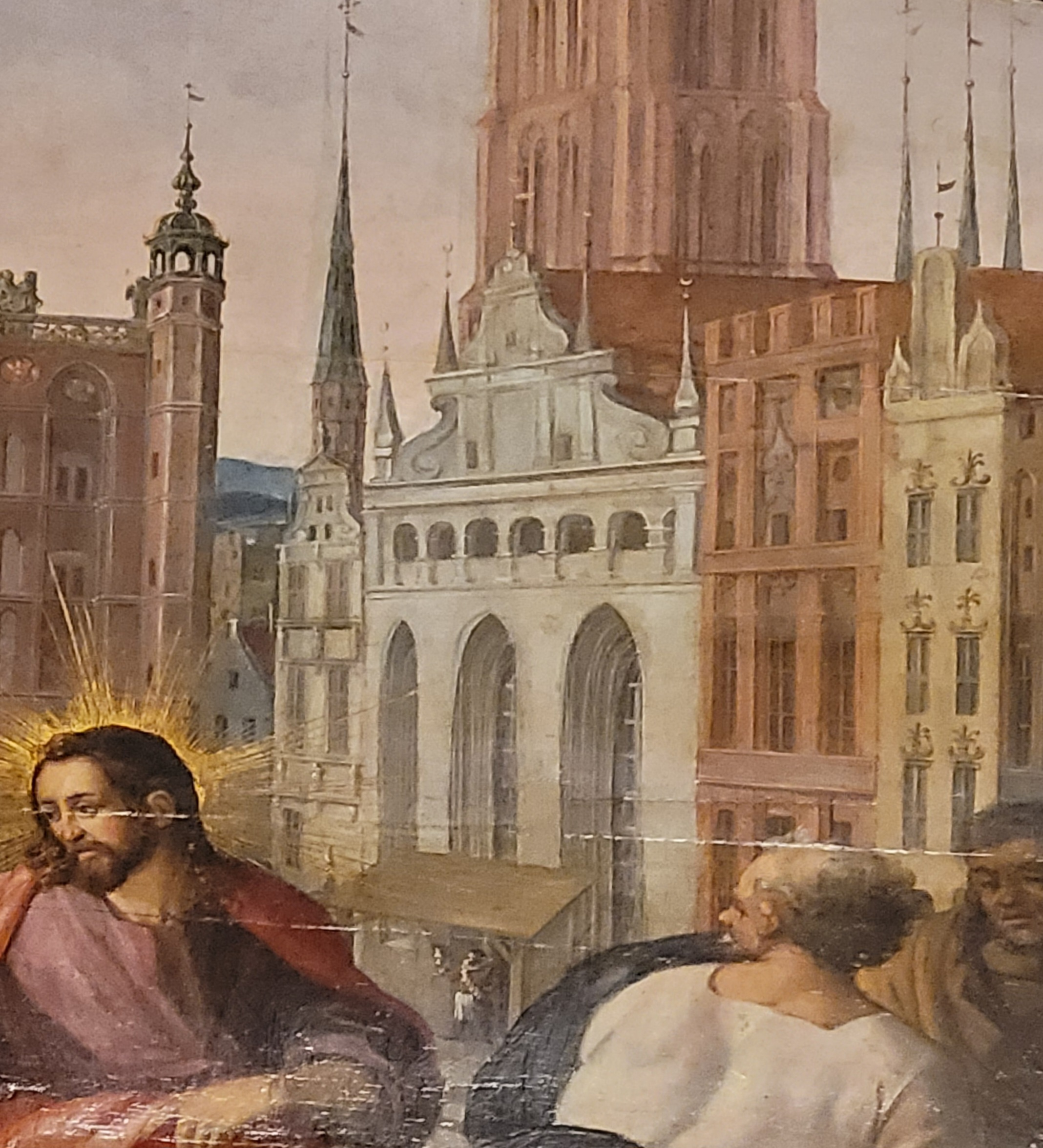
Dwór Artusa w 1601 r. przed przebudową
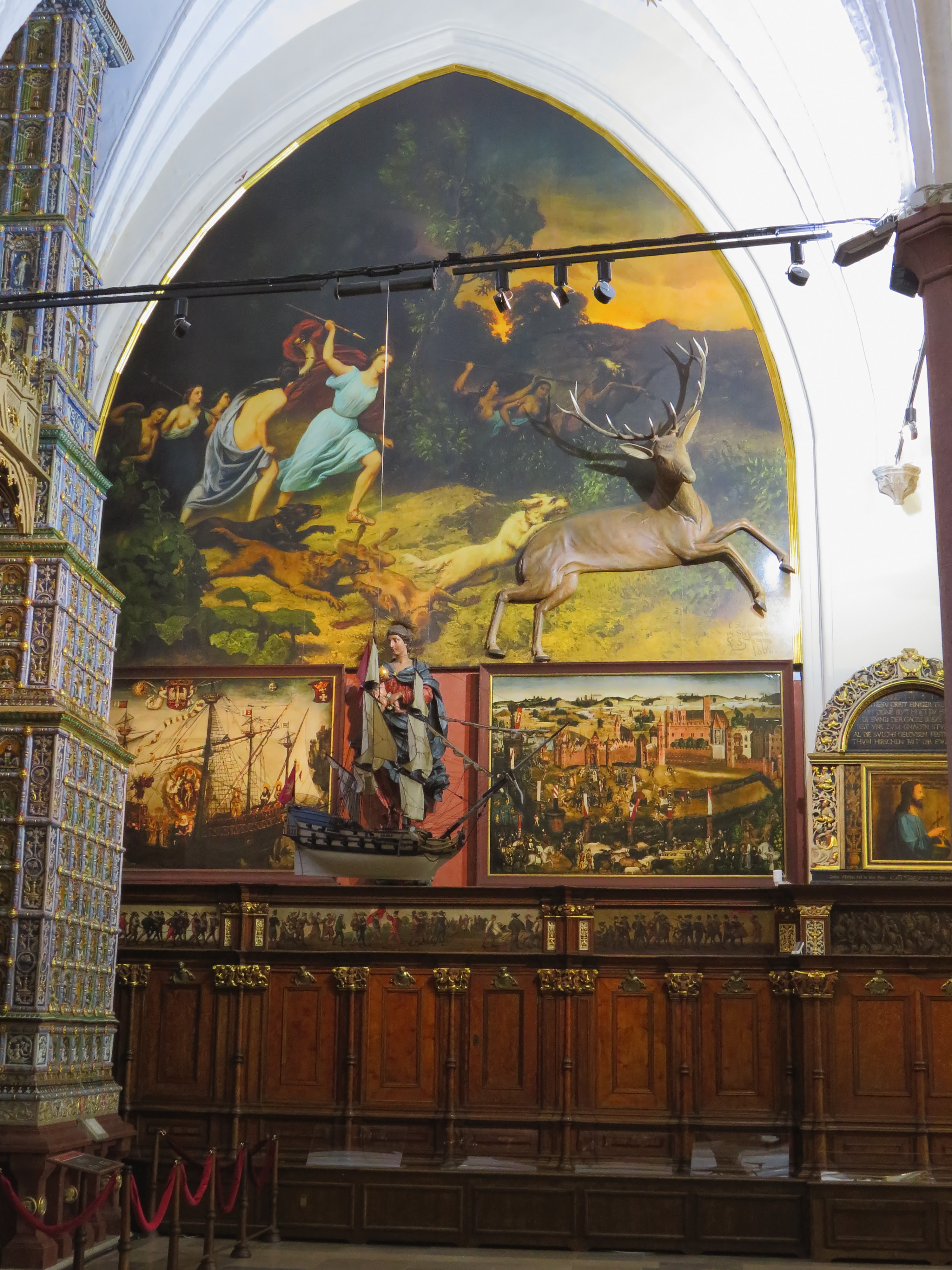
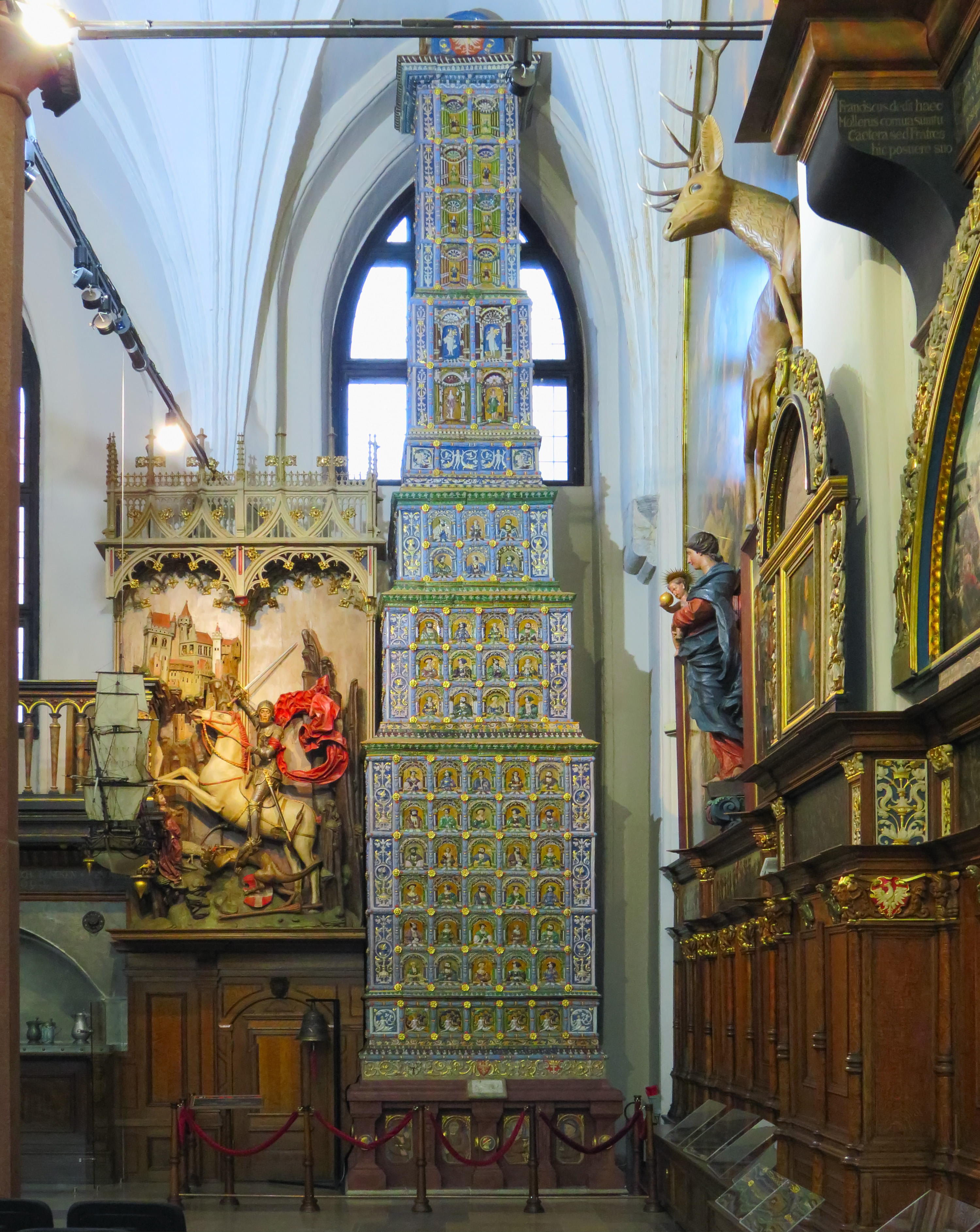
Piec
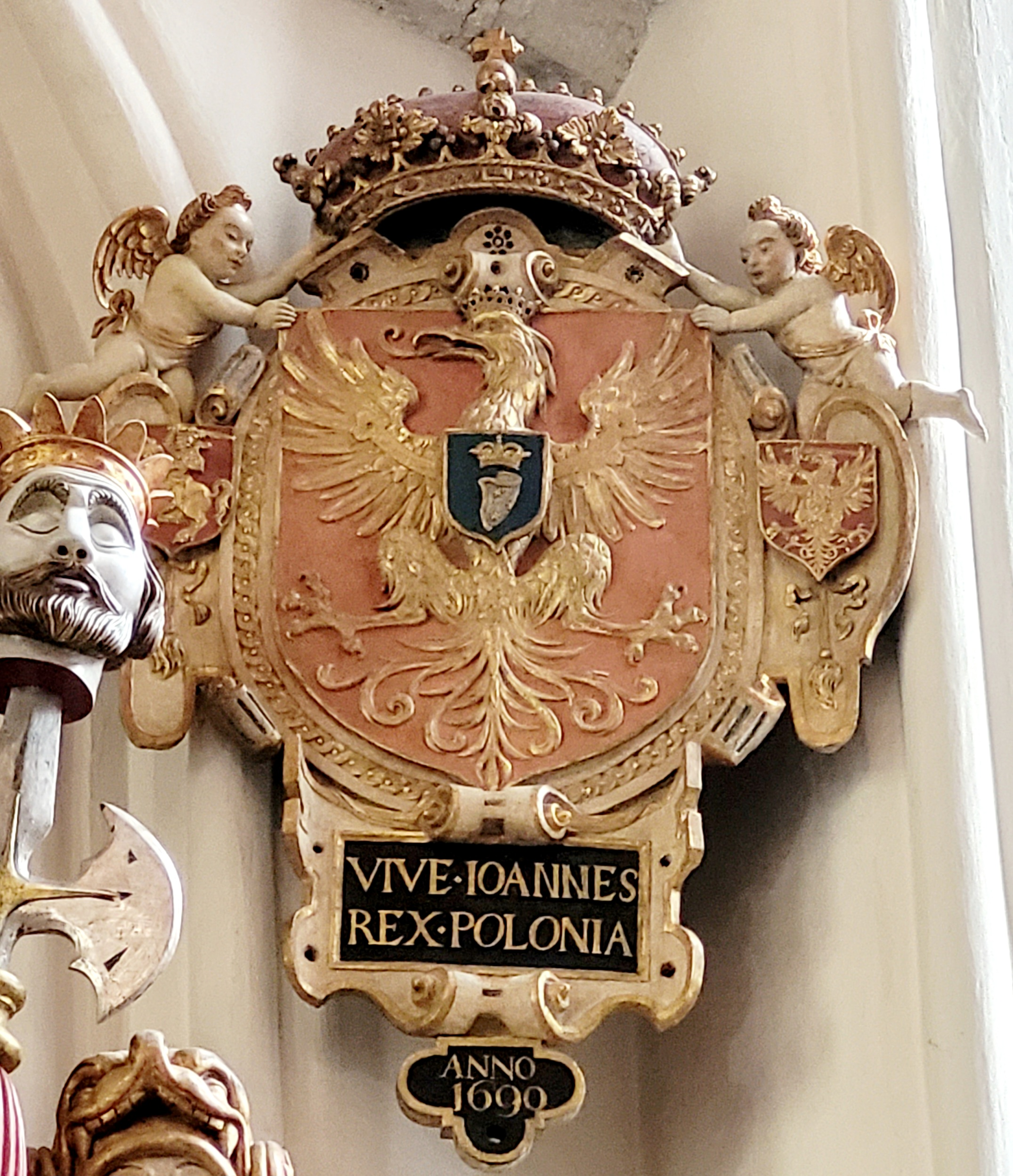
Orzeł Polski z herbem króla Jana III Sobieskiego
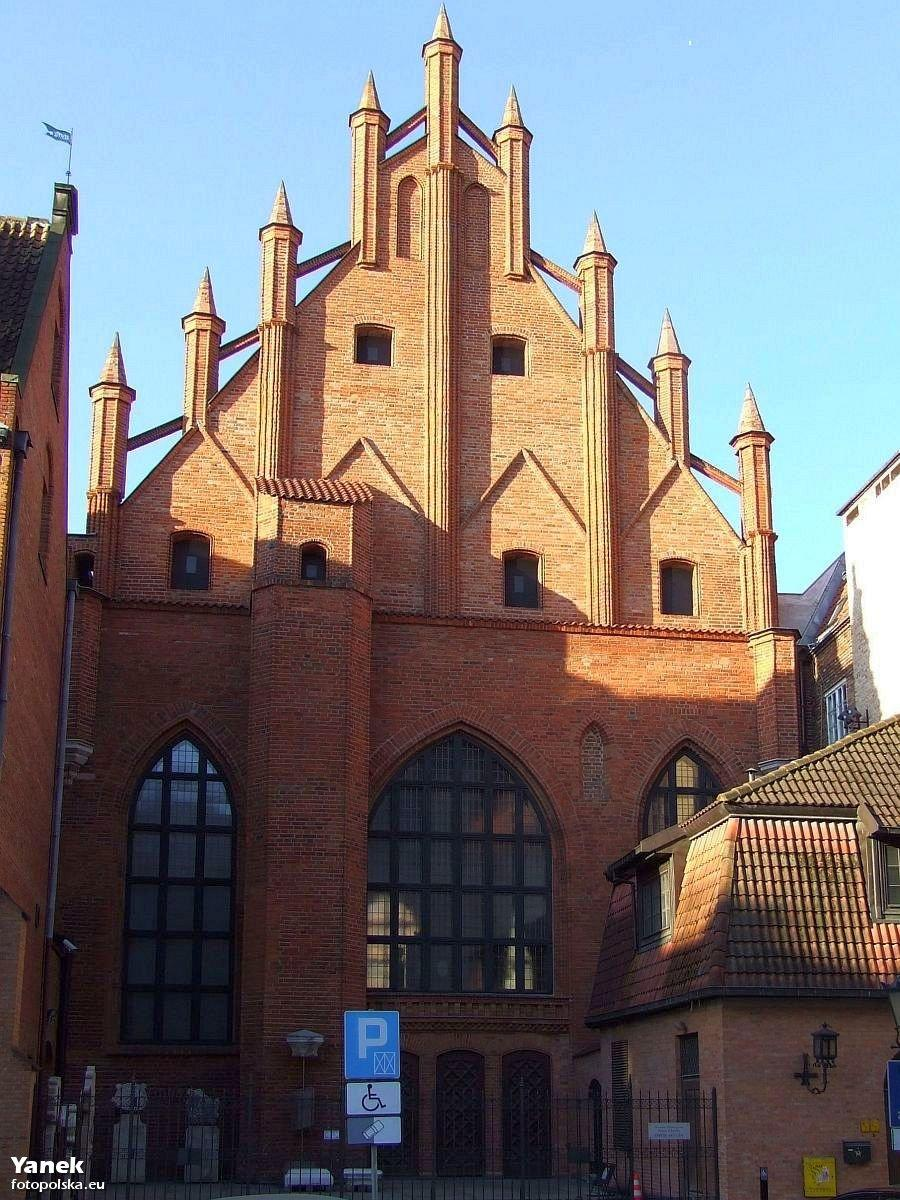
Dwór Artusa od tyłu
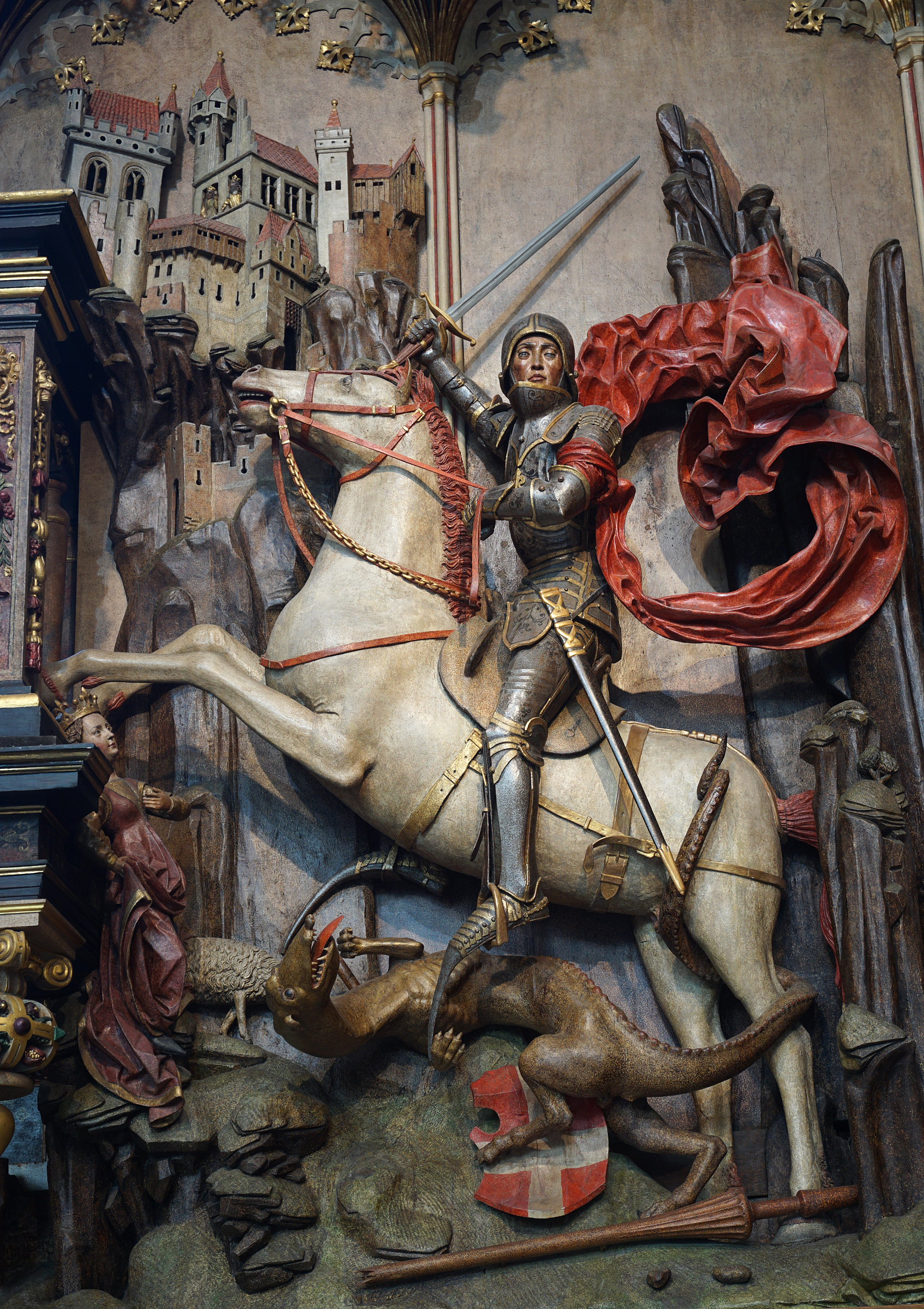
Rzeźba św. Jerzy z XV wieku
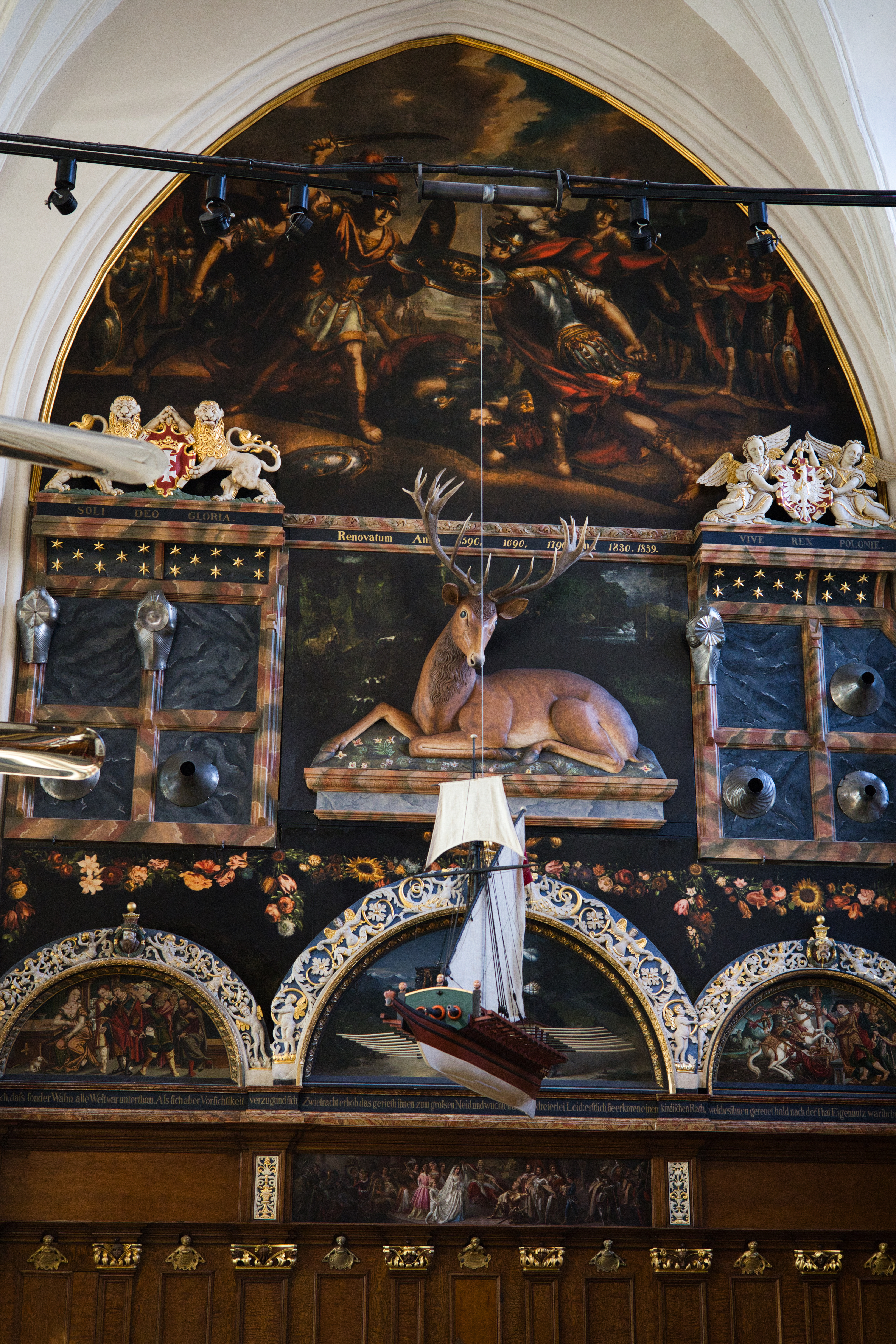
Ława bractwa św. Rajnolda